# Ziya Güler
Ziya Güler (* 18. August 1952 in Bandırma, Provinz Balıkesir) ist ein ehemaliger türkischer Generalleutnant der Luftstreitkräfte (Hava Kuvvetleri), der zuletzt Kommandant der Stabsakademie der Luftstreitkräfte (Hava Harp Akademisi) war. 2011 wurde er im Zuge der Balyoz-Affäre festgenommen und zu einer Freiheitsstrafe von 16 Jahren verurteilt, ehe er 2014 freigelassen wurde.

## Leben
Güler trat 1966 in die Kadettenanstalt (Askeri Hava Lisesi) ein und begann 1969 seine Offiziersausbildung an der Luftwaffenakademie (Hava Harp Okulu), die er am 30. August 1972 als Leutnant abschloss. Nach Abschluss seiner Pilotenausbildung in der 2. Ausbildungsbasis in Çiğli wurde er 1975 als Pilot zur 5. Luftwaffenbasis in Merzifon versetzt sowie im Anschluss 1979 wieder zur 2. Ausbildungsbasis. Nach Abschluss der Stabsakademie der Luftstreitkräfte (Hava Harp Akademisi) wurde er 1983 zur Luftwaffenakademie versetzt und war dort Kommandeur des Studierendenregiments sowie Bataillonskommandeur der Akademie. Im Anschluss folgten Verwendungen als Ausbildungsoffizier in der 9. Luftwaffenbasis in Balikesir sowie der dort stationierten 192. Mehrzweckstaffel, ehe er Luftwaffenattaché an der Botschaft in der Bundesrepublik Deutschland war.
Nach seiner Rückkehr war Güler zunächst Kommandeur der 193. Mehrzweckstaffel sowie im Anschluss Kommandeur der ebenfalls in Balikesir stationierten 191. Mehrzweckstaffel. Danach wurde er als Stabsoffizier ins Hauptquartier der Luftstreitkräfte versetzt und war dort zuerst Koordinator sowie anschließend Generalsekretär. Daraufhin war er zuerst Leiter der Prüfungs- und Bewertungsabteilung sowie zuletzt Leiter der Operationsabteilung der 4. Luftwaffenbasis auf dem Militärflugplatz Akıncı.
Am 30. August 1998 wurde Güler zum Brigadegeneral (Tuğgeneral) befördert und zum Leiter der Abteilung Luftverteidigung im Hauptquartier der Luftstreitkräfte ernannt. Anschließend war er als Verteidigungsattaché an der Botschaft in den Vereinigten Staaten tätig sowie nach seiner Rückkehr Kommandeur der 6. Luftwaffenbasis in Bandirma. Am 30. August 2002 erfolgte seine Beförderung zum Generalmajor (Tümgeneral) sowie die Ernennung zum Leiter der Abteilung Nachrichtendienst im Hauptquartier der Luftstreitkräfte. Danach war er zunächst stellvertretender Kommandeur des Luftwaffen-Ausbildungskommandos (Hava Eğitim Komutanlığı) in Izmir sowie Kommandeur der Stabsakademie der Luftstreitkräfte (Hava Harp Akademisi). 
2006 wurde Güler durch den Obersten Militärrat der Türkei (Yüksek Askerî Şûra) zum Generalleutnant (Korgeneral) befördert. Als solcher war er Kommandeur des Luftwaffen-Ausbildungskommandos (Hava Eğitim Komutanlığı) und wurde 2011 im Zuge der Balyoz-Ermittlungen verhaftet. Er wurde aufgrund angeblicher Beteiligung an der Balyoz-Verschwörung zu 16 Jahren Haft verurteilt und im Juni 2014 nach dreijähriger Haft aus dem Istanbuler Hasdal-Gefängnis entlassen.